# Akke Zimdal
Akke Zimdal, född 28 februari 1946, är en svensk arkitekt. Han är son till arkitekten Helge Zimdal.

## Utbildning och verksamhet
Akke Zimdal avlade arkitektexamen vid Lunds tekniska högskola 1972. Han var sedan anställd hos Berg Arkitektkontor 1972–1976, Industriarkitekter AB Göteborg 1977–1978, Arkitektstudion AB Göteborg 1978–1980 och hos FFNS Arkitekter i Göteborg 1980–1985. Zimdal bedriver egen verksamhet, Zimdals Arkitektkontor, sedan 1998.
Han arbetade på Arkitektursektionen, Chalmers tekniska högskola, 1978–1988 och var tf professor 1992. Zimdal har även undervisat på Hokkaido Tokai University i Asahikiwa i Japan.